# فریدون‌کنار
فِرِیدون‌کِنار () (به مازندرانی: فری‌کنار) یکی از شهرستان‌های ساحلی استان مازندران است. این شهرستان از شمال با دریای مازندران، از شرق با شهرستان بابلسر و از غرب هم‌مرز با شهرستان محمودآباد و از جنوب با شهرستان‌های بابل و آمل همسایه‌است. مردم فریدونکنار از قومیت طبری هستند و به مازندرانی صحبت می‌کنند. فریدون‌کنار (سابقاً روستای فری‌کنار) از سال ۱۳۲۰ شهر شده‌است با این وجود از لحاظ تقسیمات سیاسی تا دهه هفتاد شمسی به صورت دهستانی در شهرستان بابل بوده و در این دهه از دهستان به بخشداری تبدیل و از سال ۱۳۸۶ نیز شهرستان شده‌است. 
بارندگی‌های فراوان و زمین حاصلخیز و جلگه‌ای از قدیم فریدون کنار را به کشتگاه مستعد برنج و حبوبات تبدیل نموده‌است و وجود آبگیرها و آب‌بندان‌های متعدد، بافت ویژهٔ جنگلی و آب و هوای معتدل خزری آن را به صورت یکی از زیستگاه‌های منحصر به فرد زمستانی پرندگان زیبای مهاجر به ویژه درنای سیبری درآورده است، ارتفاع متوسط این شهر جلگه‌ای از سطح آب‌های آزاد جهان حدود ۱۳– متر می‌باشد و در عرض جغرافیایی ۳۶ درجه و ۴۲ دقیقه شمالی و طول جغرافیایی ۵۲ درجه و ۳۰ دقیقه شرقی (منطبق بر ساعت رسمی کشور) واقع شده‌است رودهای فری کنار و ملاکلا زمین‌های این شهر را مشروب می‌کنند.
متوسط حداکثر دما در فریدون کنار۲۱/۵+، متوسط حداقل ۱۳/۷+ و متوسط روزانه ۱۷/۶+ درجه سانتیگراد است. در این شهر سالیانه حدود ۸۷۰ میلی‌متر باران می‌بارد.
نام قدیم این شهر فری‌کنار بوده‌است. هم‌اکنون این شهرستان به دو بخش مرکزی و دهفری تقسیم شده‌است. (قابل ذکر است که واژه کِنار در زبان طبری برای دیوار چوبیِ ساخته شده از ترکه درخت توت یا نی بکار می‌رود ولذا گفته شده که در فرهنگ محلی به کسانی از غریبه‌ها و مهاجرین که در کنار مناطق آباد سکنی می‌گزیدند کناری می‌گفتند)

## جمعیت
بر اساس سرشماری سال ۱۳۹۵ جمعیت این شهر برابر با ۳۸٬۱۵۴ نفر جمعیت بوده‌است. مردم فریدونکنار به زبان مازندرانی (طبری) گویش می‌کنند. گویش طبری مردم فریدونکنار آمیزه ای از دو گویش بابلی (بابل روئی) و گویش آملی (هراز پئی) می‌باشد..

## وجه تسمیه
واژه فریدونکنار از گذشته در زبان طبری و در گویش بومی، «فری‌کنار» نامیده می‌شد. این نام واژه در منابع تاریخی سده‌های اخیر نیز به همین شکل آمده‌است. برخی نام این شهر را به فریدون اساطیری منسوب کرده‌اند و این عملی بر برای به کار بردن نام فریدونکنار برای آن شده‌است. شکل نخستین این نام در زبان طبری، «پری‌کنار» ذکر شده‌است. واژه «پر» در اجزای اسامی اماکن طبرستان (مازندران) به معنای پیرامون، طراف و کنار مظاهر طبیعت مانند کوه، دریا، رود و آب است. واژه «کنار» به معنای ساحل، به موقعیت جغرافیایی این آبادی در کرانه دریای مازندران اشاره دارد؛ بنابراین این واژه در شکل اولیه و درست آن، یعنی پری‌کنار، به مفهوم آبادی پیرامون ساحل دریا است.
نام قبلی آن فری کنار بوده و منطقه ای است بسیار قدیمی که پیدایش این شهر به جم نبیره جمشید نسبت می دهند.

### دوران باستان

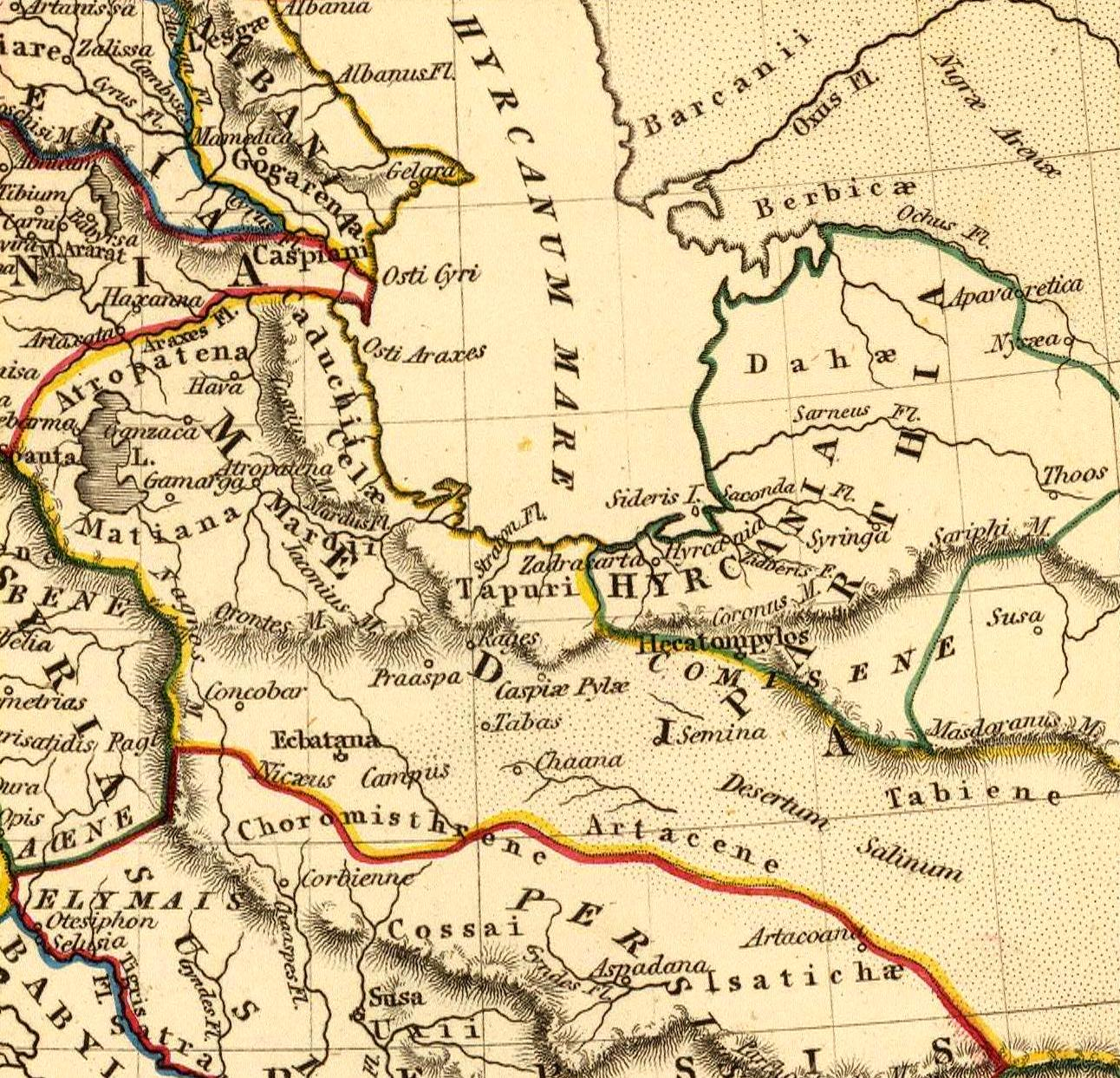
موقعیت تپورها در قرن دوم قبل از میلاد، از شرق سپیدرود تا اسرم هیرکانیا

استان مازندران پیش از اسلام تپورستان (به پهلوی: ) نامیده می‌شد که برگرفته از نام قوم تپوری (به یونانی: Τάπυροι) می‌باشد که پس از اسلام قوم طبری نام گرفتند و سرزمینشان طبرستان نامیده شد.
به اعتقاد مورخان آماردها نخستین سکنه باستانی مازندران بودند و آماردها از آمل تا تنکابن و تپورها از آمل تا گرگان سکونت داشتند. در عصر هخامنشی در کرانه جنوبی دریای مازندران اقوام، تپوری، آمارد، آناریاکه و کادوسی سکونت داشتند. مورخان آماردها را به مردمان داهه و سکایی و پارسی پیوند داده‌اند.
هرودوت از قبیله مارد (mardes) در کنار دائی‌ها (daens)، دروپیک‌ها (dropiques)، و ساگارتی‌ها (sagarties) به عنوان پارس‌های کوچنشین و صحراگرد یاد کرده‌است. پلینیوس مورخ یونانی محل آماردها را قسمت شرقی مارگانیا شناسایی کرده‌است. استرابون(۶۳ ق. م) قوم آمارد را در کنار اقوام تپوری، کادوسی و کرتی به عنوان اقوام کوهستان نشین شمال کشور یاد می‌کند. استرابو می‌نویسد: تمام مناطق این کشور به استثنای بخشی به سمت شمال که کوهستانی و ناهموار و سرد است و محل زندگی کوهنشینانی به نام کادوسی (Cadusii) و آماردی (Amardi) و تپوری (Tapyri) و کرتی (Cyrtii) و سایر مردمان دیگراست، حاصلخیز است.
به گفته واسیلی بارتلد تپوری‌ها در قسمت جنوب شرقی ولایت سکونت داشتند و در قید اطاعت هخامنشیان درآمده بودند و آماردها مغلوب اسکندر مقدونی و بعد مغلوب اشکانیان شدند و اشکانیان در قرن دوم ق. م. آنها را در حوالی ری سکونت دادند و اراضی سابق آماردها به تپوری‌ها اهدا شد و بطلمیوس در شرح دیلم یعنی قسمت شرقی گیلان در ساحل بحر خزر در آن زمان از تپوری‌ها نام می‌برد.به گفته یحیی ذکا در «کاروند کسروی» آورده‌است: آماردان یا ماردان، در زمان لشکر کشی اسکندر مقدونی به ایران، این تیره در مازندران نشیمن می‌داشتند و آن هنگام هنوز قبایل تپوران به آنجا نیامده بودند. به گفته مجتبی مینوی قوم آمارد و قوم تپوری در سرزمین مازندران می‌زیستند و تپوری‌ها در ناحیه کوهستانی مازندران و آماردها در ناحیه جلگه‌ای مازندران سکونت داشتند. در سال ۱۷۶ ق. م فرهاد اول اشکانی قوم آمارد را به ناحیه خوار کوچاند و تپوری‌ها تمام ناحیه مازندران را فرو گرفتند و تمام ولایت به اسم ایشان تپورستان نامیده شد.

## روستاهای فریدونکنار
منتخبی از روستاها و دهستان‌های شهرستان فریدونکنار: روستای شیر محله، اسلام‌آباد، حسین‌آباد، ازباران، روستای مهلبان، روستای بزرگ بیشه محله، نوایی محله، کوچک بیشه محله، بنه کنار، بی نمد، منقارپی، جزین(اصغر محله)، کلاگر سرا، اسبوکلا کریم کلا، زاهد کلا کریم کلا، اوکسر کریم‌کلا، طوله سرا، روستای سوته، فرم، حیدرکلا، ملاکلا، کاردگر محله.
بخش مرکزی شامل سه محله کهن است به نام‌های ۱)خرسه محله۲)میان محله ۳) وشکا محله (به معنی محله سر سبز ودارای مرتع)

## اقتصاد شهری
شهرستان فریدونکنار دارای یک بندر چند منظوره می‌باشد که این بندر متصل به شاهراهه (کریدور) آبی شمال ایران (جزئی از کریدور شمال جنوب) است، در حال حاضر این بندر بیشتر در بخش نفت و گاز فعال بوده و همچنین واردات ذرت و گندم از حوزه شمالی دریای مازندران و صادرات سیمان به آن منطقه از این بندر امکان‌پذیر گردیده و مسیری برای کشتی‌های روسی می‌باشد.
بندر و گسترش فعالیت‌های آن یکی از استعدادهای بالقوه برای جذب نیروی کار در شهر است که به دلیل ضعف مدیریت شهری علی‌رغم گذشت زمان بسیار زیاد هنوز به صورت بالفعل در نیامده است.
وجود امکانات و تأسیسات بندری و حمل و نقل و ترانزیت دریایی از مهم‌ترین امتیازات فریدونکنار است. این شهر از سوی رئیس‌جمهور به عنوان نقطه صفر مرزی شناخته شده‌است.
یکی دیگر از مزیت‌های عمده اقتصادی فریدونکنار کشت برنج و فروش وسیع برنج فریدونکنار در سطح کشور بوده، برنج طارم برندی مشهور، پرفروش و با کیفیت در سطح ایران می‌باشد، اکثر ساکنین این شهر به نوعی با فعالیت‌های مربوط به برنج و برنجکاری در ارتباط هستند و منافع سرشاری از برنج نصیب این شهر می‌شود.
همچنین صید و فروش انواع ماهی‌های دریای مازندران بخصوص ماهی‌های آزاد، سفید، کفال، ازون برون و خاویار در فصل پاییز، زمستان و اوایل بهار (از اواسط مهر ماه تا اواسط فروردین ماه) دارای رونق بسیار بوده و بازار ماهی فریدونکنار به عنوان یکی از بزرگترین (به لحاظ حجم فروش ماهی) و یکی از معروف‌ترین بازارهای فروش ماهی استان مازندران شهرت دارد.

## جاذبه‌های گردشگری
ساحل ماسه‌ای با امتداد بیش از ۱۰ کیلومتر.
زیستگاه بین‌المللی درنای سیبری، درایران تنها زیستگاه و در جهان جزو چهار زیستگاه درنای سیبری می‌باشد.
دامگاه پرندگان از باران و سوته.
پل تاریخی شهرستان فریدون‌کنار (که در زمان حکومت رضا شاه ، توسط مهندسین آلمانی ساخته شده و دو بخش شرقی و غربی شهر را به هم متصل می‌کند).
- شهرک خزرشهر شمالی و جنوبی
- زمین‌های شالیزاری
- بازار بزرگ ماهی فروشان
- بازار فصلی پرندگان وحشی
- باغ پرندگان
- پارک جنگلی زاهدکلا و سوته
- سونا صدف
- پارک ساحلی لاله
- پیست موتور سواری کمربندی
- پل میلاد
- سقاخانهٔ تاریخی کریمکلا (اوکسر)
- بازار هفتگی (شنبه بازار)
- ساختمان قدیمی شهرداری و ساختمان فعلی شورای شهر (در سال ۱۳۹۷ به منظور ایجاد پارکینگ عمومی و مرکز خرید تخریب گردید).
- پارک جزیره
- مراکز خرید

## تالاب فریدونکنار
تالاب فریدون‌کنار در جنوب شهر فریدونکنار قرار دارد با مجموعه متنوعی از گیاهان و جانوران آبزی، به یکی از غنی‌ترین اکوسیستم‌های تالابی شمال کشور تبدیل شده‌است. این تالاب ۵۴۰۰ هکتار وسعت دارد و زمستان هر سال حدود ۱۰۰ هزار پرنده مهاجر میهمان آن می‌شوند که بیشتر آن‌ها از انواع مرغابی و بقیه پرندگانی چون غاز وحشی، انواع قو، باکلان، پرلا، کشیم، حواصیل، مرغ سقا، قره‌غاز، شاهین و عقاب شاهی هستند. نادرترین موجود زنده ایران که تنها یک عدد از آن باقی مانده‌است، در این این تالاب زندگی می‌کند.
آخرین پرنده از جمعیت ایرانی گونهٔ به شدت در معرض انقراض درنای سیبری هر سال به تنهایی زمستان‌ها را در این تالاب می‌گذراند و اول بهار به خانه ییلاقیش در شمال روسیه پر می‌کشد. از هزاران درنایی که هر سال به فریدونکنار می‌آمدند تا سال ۱۳۸۱ فقط ۴ عدد باقی ماند. در سال ۱۳۸۳ روس‌ها دو جوجه درنا را به آن‌ها افزودند تا شاید جمعیت آن‌ها افزایش پیدا کند، ولی سال به سال تعداد آن‌ها کمتر شد و از سال ۱۳۸۶ فقط یک پرنده موفق شده از گلوله‌های شکارچیان جان سالم به در ببرد و مهاجرت هر ساله خود از تالاب فریدونکنار به سیبری را تکرار کند.

## سوغات
انواع برنج مرغوب و معطر بخصوص طارم محلی یا سنگه طارم و طارم هاشمی که محصول خاص و سنتی شالیزاری‌های این شهرستان می‌باشد. ماهیان خوشمزه مثل کفال، کولی، کپور، سفید، اوزون برون و… در این منطقه صید می‌شوند- خاویار ماهی یا همان اوزون برون یکی از محصولات ویژه سواحل این شهرستان بوده که شاید بتوان گفت خاویار آن مرغوبترین خاویار دنیا بوده و شهرت جهانی داشته که یکی از صید گاه‌های آن، این منطقه از دریای مازندران می‌باشد - میوه‌های مختلف فصلی ازقبیل انواع پرتقال و انار، نارنگی، ازگل، آلوچه (گوجه سبز)، لیمو، انجیر و… از محصولات باغی این منطقه است.